# Logan Lerman
Logan Wade Lerman (* 19. ledna 1992, Beverly Hills, Kalifornie, Spojené státy americké) je americký herec, nejvíce známý z fantasticko-dobrodružných filmů Percy Jackson: Zloděj blesku a Percy Jackson: Moře nestvůr Začal vystupovat v reklamách od devadesátých let, ve filmech od roku 2000. Zahrál si například v dramatu Jack & Bobby (2004-2005), Osudový dotek (2004) a Soví houkání (2006). Poté získal další role: ve westernu 3:10 Vlak do Yumy, ve thrilleru Číslo 23, v komedii Meet Bill a ve filmech Gamer a Můj milý, můj drahý. Zahrál si d'Artagnana ve filmové verzi Tří Mušketýrů a byl též obsazen do filmu Charlieho malá tajemství, kde hraje po boku Emmy Watsonové. V roce 2014 si zahrál ve filmech Železná srdce a Noe.

## Mládí
Narodil se v Beverly Hills, Kalifornie. Jeho matka, Lisa (rozená Goldmanová), pracuje jako jeho manažerka a jeho otec, Larry Lerman, je byznysmen. Má dva sourozence, Lindsey a Lucase a odmaturoval na Beverly Hills High School. Je Žid a vyrostl v "stabilním rodinném zázemí". Většina z jeho příbuzných pracuje v lékařské profesi. Jeho rodina vlastní a provozuje firmu Lerman & Son (v překladu Lerman & syn), o kterou se starají jeho prarodiče, Mina (Schwartz) a Max Lerman, a byla založena jeho pradědečkem, Jacobem Lermanem, v roce 1915. Babička z matčiny strany byla prezidentkou B'nai B'rith, židovské organizace v Los Feliz, Kalifornie.
Sám sebe popisuje jako filmového závisláka. Vyjádřil zájem o "všechno, co nějak prošlo skrz film", včetně psaní, tvoření a režie. V roce 2010 se přihlásil na New York University, obor tvůrčí psaní, avšak navštěvování odložil. Jeho oblíbení režiséři jsou Wes Anderson, Stanley Kubrick, David Fincher a Peter Bogdanovich a mezi své oblíbené filmy zařadil tyto: Americká krása, Chraň si svůj život a Věčný svit neposkvrněné mysli.

## Herecká dráha

### Začátky kariéry
Získal vášeň k filmům už v mladém věku. Vystupoval v reklamách v devadesátých letech 20. století a svůj filmový debut natočil v roce 2000, kde ve filmu Patriot hrál jedno z dětí Mela Gibsona, tedy samozřejmě jeho postavy. ve stejném roce hrál s Melem Gibsonem znovu ve filmu Po čem ženy touží, kde hrál Gibsonovu postavu jako dítě. Jeho další filmové role byli v roce 2001, ve filmu Kluci v mém životě, kde hrál například s Drew Barrymoreovou, nebo v thrilleru Osudový dotek , kde ztvárňoval mladší verzi postavy, kterou hrál Adam Garcia (v minulé verzi) a Ashton Kutcher.
Jeho role v roce 2003, který byl tvořen pro televizi, Rodinné tajemství, mu zajistil vítězství na Young Artist Award za Nejlepší účinkování mladého herce v televizním filmu. V roce 2004 byl obsazen do televizní série, Jack & Bobby, kde hrál hlavní roli, Roberta "Bobbyho" McCallistera, který byl předurčen stát se prezidentem Spojených států amerických. Show běžela na The WB Television Network během let 2004 až 2005, ale později byla zrušena. Přesto však získal Logan další cenu v Young Artist Award za účinkování.
Pokračováním v jeho filmové práci, kdy získal hlavní roli v dětském dobrodružném filmu, v Sovím houkání. Film byl zveřejněn 5. května 2006 a přinesl mu třetí cenu v Young Artist Award, tentokrát za Nejlepší účinkování v dobrodružném filmu za hlavní roli pro mladého herce. V roce 2007 vystupoval v Čísle 23, kde hrál Robina Sparrow, syna postavy, kterou ztvárnil Jim Carrey, Waltera Sparrowa. Ve stejném roce vystupoval i v kritizovaném westernu, 3:10 Vlak do Yumy, kde hrál Williama Evanse, syna postavy Christiana Balea. Lerman dostal pozitivní recenze za jeho roli a byl znovu nominován na Young Artist Award. Byl to druhý rok po sobě, kdy získal nominaci na stejnou kategorii, tentokrát ji však nevyhrál.
V roce 2006 vystupoval Logan ve filmu Meet Bill jako Dítě (jeho postava nikdy nedostala jméno) a v roce 2009 vystupoval ve sci-fi filmu Gamer jako Simon, hráč, který řídí jednu z postav ve video hře hranou s pravými lidskými postavami. Také rante rok dostal malou roli v komedii Renée Zellweger s názvem Můj milý, můj drahý, kde hrál mladou verzi George Hamiltona – spisovatele, který poté, co se jeho rodiče rozešli, doprovází jeho matka na výlet a nakonec přijde až do Hollywoodu.

### Percy Jackson- současnost
Logan Lerman hrál také Percyho Jacksona ve filmu Percy Jackson: Zloděj blesku, založeném na knize od Ricka Riordana. Vůbec neznal knižní sérii, když se mu scénář dostal do rukou. Co se týče podobnosti Percyho a Harryho Pottera, řekl Logan toto: "Upřímně řečeno, moje postava nemá mnoho společného s Harrym Potterem kromě toho, že je hrdina, který je vržen do špatné situace". To ale znal scénářovou podobu a ne tu knižní, která je Harrymu Potterovi mnohem více podobná než film. Logan podepsal smlouvu ještě na další 2 filmy ale říká, že by si klidně zahrál všechny (je jich 5). V roce 2010 se Lerman objevil v "Change the Odds", což je video natočené pro Stand Up to Cancer charity. Hrálo v něm spoustu dalších slavných lidí: Dakota Fanning, Zac Efron, Andrew Garfield a spoustu dalších herců.
Lerman je reprezentantem Creative Artists Agency.V roce 2011 získal roli d'Artagnana v 3D verzi Tří Mušketýrů režiséra Paula W. S. Andersona, který se točil od srpna 2010 do listopadu 2010. Logan dostal roli i bez konkurzu a na natáčení si nechal prodloužit vlasy, protože to jeho postava požadovala. Zahrál si ve filmové adaptaci románu Stephena Chboskyho The Perks of Being a Wallflower nazvané Charlieho malá tajemství. Po boku Lily Collins si zahrála v dramatickém filmu Stuck in Love, který měl premiéru v roce 2013. Roli Percyho Jacksona si zahrál v pokračování filmu nazvaném Percy Jackson: Moře nestvůr. V roce 2014 se objevil ve filmu Noe, ve kterém hrál Cháma, syna Noeho. Po boku Brada Pitta a Shia LaBeoufa si zahrál ve filmu Železná srdce.

## Další práce
Kamarádí s hercem Deanem Collinsem, jenž hrál jeho nejlepšího přítele v seriálu Jack & Bobby, kterými zůstali i po zrušení seriálu a pracovali spolu znovu v Sovím houkání, kde měl Collins vedlejší roli. Ve volném čase spolupracovali na tvoření krátkých komediálních filmů. Stejně dobře jako hráli, tak psali, režírovali, stříhali videa a přátelé s rodinou jim pomáhali a podporovali je. na všechny filmy se můžete podívat na youtube pod jménem "monkeynuts1069".
V roce 2006 vytvořil společně s Collinsem hudební skupinu, Indigo, spolu s hudebníkem Danielem Pashmanem. Collins zpíval vokály, Lerman hrál na klávesy a na kytaru a Pashman hrál na bubny. Hraje také na klavír.

## Filmografie

### Film
| Rok  | Název                              | Role                       | Poznámky |
| ---- | ---------------------------------- | -------------------------- | -------- |
| 2000 | Po čem ženy touží                  | mladý Nick Marshall        |          |
| 2001 | Kluci v mém životě                 | Jason (v 8 letech)         |          |
| 2004 | Osudový dotek                      | Evan Treborn (v 7 letech)  |          |
| 2006 | Soví houkání                       | Roy Eberhardt              |          |
| 2007 | Číslo 23                           | Robin Sparrow              |          |
| 2007 | 3:10 Vlak do Yumy                  | William Evans              |          |
| 2007 | Můj milý, můj drahý                | George Deveraux (v letech) |          |
| 2009 | Gamer                              | Simon Silverton            |          |
| 2010 | Percy Jackson: Zloděj blesku       | Percy Jackson              |          |
| 2011 | Tři mušketýři                      | D'Artagnan                 |          |
| 2012 | Charlieho malá tajemství           | Charlie                    |          |
| 2012 | Stuck in Love                      | Lou                        |          |
| 2013 | Percy Jackson: Moře nestvůr        | Percy Jackson              |          |
| 2014 | Noe                                | Ham                        |          |
| 2014 | Železná srdce                      | Norman Ellison             |          |
| 2016 | Indignation                        | Marcus Messner             |          |
| 2017 | Sidney Hall                        | Sidney Hall                |          |
| 2018 | Seržant Stuby - neočekávaný hrdina | Robert Conroy              |          |
| 2019 | Konec věty                         | Sean Fogle                 |          |
| 2020 | Shirley                            | Fred Nemsar                |          |
| 2022 | Bullet Train                       | Syn                        |          |

### Televize
| Rok        | Název             | Role              | Poznámky |
| ---------- | ----------------- | ----------------- | -------- |
| 2003       | Rodinné tajemství | Luke Chandler     | TV film  |
| 2004-2005  | Jack & Bobby      | Bobby McCallister | 22 dílů  |
| 2020-dosud | Hunters           | Jonah Heidelbaum  |          |